# Comunidade quilombola Barro Vermelho e Mangal
Barro Vermelho e Mangal (também chamado de Mangal e Barro Vermelho) é uma comunidade remanescente de quilombo, população tradicional brasileira, localizada no município brasileiro de Sítio do Mato, na Bahia. A comunidade de Mangal e Barro Vermelho é formada por uma população de 156 famílias, distribuídas em uma área de 9041,7139 hectares, entre as fazendas Barro Vermelho, Talismã e Vale Verde. O território foi certificado como remanescente de quilombo (reminiscências históricas de antigos quilombos), pela Fundação Cultural Palmares, pela Portaria n° 35/2004.
Esta comunidade teve o Relatório Técnico de Identificação e Delimitação publicado em 2009 (etapa da regularização fundiária), mas ainda está com a situação fundiária em análise (não titulada) no INCRA. Atualmente, o território encontra-se parcialmente titulado em nome da associação da comunidade.
Nossa Senhora do Rosário foi escolhida padroeira da comunidade, que realiza uma novena em sua homenagem entre os dias 30 de setembro e 8 de outubro, todos os anos.

## Tombamento
O tombamento de quilombos é previsto pela Constituição Brasileira de 1988, bastando a certificação pela Fundação Cultural Palmares:

Art. 216. Constituem patrimônio cultural brasileiro os bens de natureza material e imaterial, tomados individualmente ou em conjunto, portadores de referência à identidade, à ação, à memória dos diferentes grupos formadores da sociedade brasileira [...]
§ 5º Ficam tombados todos os documentos e os sítios detentores de reminiscências históricas dos antigos quilombos.
Portanto, a comunidade quilombola de Mangal e Barro Vermelho é um patrimônio cultural brasileiro, tendo em vista que recebeu a certificação de ser uma "reminiscência histórica de antigo quilombo" da Fundação Cultural Palmares no ano de 2004.

## Situação territorial
A comunidade foi constituída com a doação de algumas terras da fazenda de Mangal (criação de gado), pertencente ao capitão João. Gertrudes, filha do capitão, teve um romance com um escravo que trabalhava como vaqueiro na fazenda. João se afasta da fazenda e, depois de alguns anos, no período pós-abolição da escravatura, Gertrudes faz o mesmo após doar essas terras para Nossa Senhora do Rosário. A doação teria sido registrada em cartório de Correntina, mas os limites do território da comunidade teriam sido adulterados, e atualmente grande parte da área original estaria em posse de fazendeiros.
A falta do título da terra (regularização fundiária) cria para as comunidades quilombolas uma dificuldade de desenvolver a agricultura, além dos conflitos com os fazendeiros de suas regiões e a impossibilidade de solicitar políticas sociais e urbanas para melhorias de condições de vida, como infraestrutura urbana de redes de energia, água e esgoto.
Povos Tradicionais ou Comunidades Tradicionais são grupos que possuem uma cultura diferenciada da cultura predominante local, que mantêm um modo de vida intimamente ligado ao meio ambiente natural em que vivem. Através de formas próprias: de organização social, do uso do território e dos recursos naturais (com relação de subsistência), sua reprodução sócio-cultural-religiosa utiliza conhecimentos transmitidos oralmente e na prática cotidiana.

## Pesquisas
A comunidade quilombola de Mangal e Barro Vermelho foi tema de pesquisas acadêmicas.